# 붉은 강
《붉은 강》(영어: Red River)은 1948년 개봉한 미국의 서부 영화로, 하워드 호크스가 감독을 맡았다. 1990년 미국 국립영화등기부에 등재되었다.

## 출연

### 주연
- 존 웨인
- 몽고메리 클리프트

### 조연
- 조안느 드루
- 월터 브레넌
- 콜린 그레이
- 존 아일랜드
- 노아 베리 주니어
- 해리 캐리
- 해리 커리 쥬니어
- 믹키 컨
- 폴 픽스
- 행크 워든
- 레이 하이크
- 레인 챈들러
- 해리 코딩
- 리차드 판스워스
- 리 펠프스
- 글렌 스트레인지
- 쉘리 윈터스

## 기타
- 원작자: 보든 체이스

## 같이 보기
- 시마론 (1931년 영화)